# Ampulex
Ampulex is een geslacht van vliesvleugeligen uit de familie van de kakkerlakkendoders (Ampulicidae).

## Soorten
De volgende soorten zijn bij het geslacht ingedeeld:
- Ampulex aborensis Nurse, 1914
- Ampulex aenea (Fabricius, 1804)
- Ampulex aenea Spinola, 1841
- Ampulex aeneola Bradley, 1934
- Ampulex albobarbata Tsuneki, 1982
- Ampulex alisana Tsuneki, 1967
- Ampulex angusticollis Spinola, 1841
- Ampulex annulipes de Motschoulsky, 1863
- Ampulex apicalis F. Smith, 1873
- Ampulex approximata R. Turner, 1912
- Ampulex arnoldi Brauns in Arnold, 1928
- Ampulex assamensis Cameron, 1903
- Ampulex assimilis Kohl, 1893
- Ampulex atrohirta R. Turner, 1915
- Ampulex bantuae Gess, 1984
- Ampulex bidenticollis Tsuneki, 1976
- Ampulex bredoi Arnold, 1947
- Ampulex brunneofasciata Giordani Soika, 1939
- Ampulex bryanti Turner, 1914
- Ampulex canaliculata Say, 1823
- Ampulex carinifrons Cameron, 1903
- Ampulex ceylonica Krombein, 1979
- Ampulex chalybea F. Smith, 1856
- Ampulex collator Bradley, 1934
- Ampulex compressa (Fabricius, 1781)
- Ampulex conigera Kohl, 1893
- Ampulex constanceae (Cameron, 1891)
- Ampulex crassicornis Kohl, 1898
- Ampulex crawshayi R. Turner, 1917
- Ampulex crudelis Bingham, 1897
- Ampulex cuprea F. Smith, 1856
- Ampulex cyanator (Thunberg, 1822)
- Ampulex cyanipes (Westwood, 1841)
- Ampulex cyanura Kohl, 1893
- Ampulex cyclostoma Gribodo, 1894
- Ampulex dentata Matsumura and Uchida, 1926
- Ampulex denticollis (Cameron, 1910)
- Ampulex difficilis Strand, 1913
- Ampulex dissector (Thunberg, 1822)
- Ampulex distinguenda Kohl, 1893
- Ampulex dives Kohl, 1893
- Ampulex elegantula Kohl, 1893
- Ampulex erythropus Kohl, 1893
- Ampulex esakii Yasumatsu, 1936
- Ampulex fasciata Jurine, 1807
- Ampulex ferruginea Bradley, 1934
- Ampulex formicoides R. Turner, 1926
- Ampulex formosa Kohl, 1893
- Ampulex fulgens de Beaumont, 1970
- Ampulex hellmayri W. Schulz, 1904
- Ampulex himalayensis Cameron, 1903
- Ampulex honesta Kohl, 1893
- Ampulex hospes F. Smith, 1856
- Ampulex insularis F. Smith, 1858
- Ampulex interstitialis Cameron, 1903
- Ampulex javana Cameron, 1905
- Ampulex khasiana Cameron, 1903
- Ampulex kristenseni R. Turner, 1917
- Ampulex kurarensis Yasumatsu, 1936
- Ampulex laevigata Kohl, 1893
- Ampulex latifrons Kohl, 1893
- Ampulex lazulina Kohl, 1893
- Ampulex lesothoensis Gess, 1984
- Ampulex longiabdominalis Wu and Chou, 1985
- Ampulex longiclypeus Wu and Chou, 1985
- Ampulex longicollis Cameron, 1902
- Ampulex lugubris Arnold, 1947
- Ampulex luluana Leclercq, 1954
- Ampulex maculicornis (Cameron, 1889)
- Ampulex major Kohl, 1893
- Ampulex melanocera Cameron, 1908
- Ampulex metallica Kohl, 1893
- Ampulex micado Cameron, 1905
- Ampulex micans Kohl, 1893
- Ampulex minor Kohl, 1893
- Ampulex mirabilis Berland, 1935
- Ampulex mocsaryi Kohl, 1898
- Ampulex moebii Kohl, 1893
- Ampulex montana Cameron, 1903
- Ampulex montivaga Gess, 1984
- Ampulex moultoni R. Turner, 1915
- Ampulex murotai Tsuneki, 1973
- Ampulex mutilloides Kohl, 1893
- Ampulex nasuta Er. André, 1895
- Ampulex nebulosa F. Smith, 1856
- Ampulex neotropica Kohl, 1893
- Ampulex nigricans Cameron, 1899
- Ampulex nigrocoerulea de Saussure in Distant, 1892
- Ampulex nigrosetosa Gess, 1984
- Ampulex nitidicollis R. Turner, 1919
- Ampulex occipitalis Arnold, 1947
- Ampulex overlaeti Leclercq, 1954
- Ampulex pilosa Cameron, 1900
- Ampulex psilopus Kohl, 1893
- Ampulex purpurea (Westwood, 1844)
- Ampulex quadraticollar Wu and Chou, 1985
- Ampulex raptor F. Smith, 1856
- Ampulex regalis F. Smith, 1860
- Ampulex rothneyi Cameron, 1902
- Ampulex rotundioculus Wu and Chou, 1985
- Ampulex ruficollis Cameron, 1888
- Ampulex ruficornis (Cameron, 1889)
- Ampulex ruficoxis Cameron, 1902
- Ampulex rufofemorata Cameron, 1903
- Ampulex sagax Kohl, 1893
- Ampulex satoi Yasumatsu, 1936
- Ampulex sciophanes (Nagy, 1971)
- Ampulex seitzii Kohl, 1893
- Ampulex senex Bischoff, 1915
- Ampulex sibirica (Fabricius, 1793)
- Ampulex sikkimensis (Kriechbaumer, 1874)
- Ampulex smaragdina F. Smith, 1858
- Ampulex sodalicia Kohl, 1893
- Ampulex sonani Yasumatsu, 1936
- Ampulex sonnerati Kohl, 1893
- Ampulex spectabilis Kohl, 1893
- Ampulex splendidula Kohl, 1893
- Ampulex surinamensis de Saussure, 1867
- Ampulex sybarita Kohl, 1893
- Ampulex takeuchii Yasumatsu, 1936
- Ampulex thoracica F. Smith, 1856
- Ampulex timulloides Gess, 1984
- Ampulex toroensis R. Turner, 1919
- Ampulex tridentata Tsuneki, 1982
- Ampulex trigonopsis F. Smith, 1873
- Ampulex varicolor R. Turner, 1919
- Ampulex venusta Stål, 1857
- Ampulex viridescens Arnold, 1947
- Ampulex yunnanensis Wu and Chou, 1985

## Kenmerken
Het lichaam van deze insecten is blauwgroen met een metaalachtige glans. De vleugel worden plat op het lichaam gelegd.

## Leefwijze
Deze insecten maken jacht op kakkerlakken. Ze komen ook in huizen om naar deze prooi te zoeken.

## Verspreiding en leefgebied
Dit geslacht is beperkt tot tropische gebieden.